# Piotr Ufímtsev
Piotr Yákovlevich Ufímtsev, en ruso: Пётр Я́ковлевич Уфи́мцев, nacido en 1931, en el pueblo de Ust-Charyshskaya Pristan del territorio de Altái, RSFSR. Físico teórico soviético y profesor en el campo de la difracción de las ondas electromagnéticas. En la década de 1960 comenzó a desarrollar ecuaciones para predecir la reflexión de las ondas electromagnéticas a partir de simples objetos bidimensionales y tridimensionales. Cuyos resultados se utilizan en el desarrollo de aviones y otros equipos militares con tecnología furtiva.
Gran parte del trabajo de Ufímtsev se tradujo al inglés, y en la década de 1970, los ingenieros de Lockheed en Estados Unidos comenzaron a ampliar algunas de sus teorías para crear el concepto de aeronave con firmas de radar reducidas .

## Biografía
Nacido en una familia campesina rusa en 1931 en el pueblo de Ust-Charyshskaya Pier del Territorio de Altái , la URSS en 1931. A la edad de tres años, su padre fue reprimido por el régimen y más tarde murió en un gulag. En 1949 se graduó de la escuela secundaria en su aldea e ingresó en la Facultad de Física y Matemáticas de la Universidad Estatal de Alma-Ata.  En 1952, debido a la progresiva miopía, tuvo que mudarse de Almaty a Odessa para recibir tratamiento en una clínica especializada, el instituto oftalmológico del profesor V.P. Filatov. Este mismo año continuó sus estudios en la Universidad Odessa I.I. Mechnikov, donde comenzó a estudiar a partir del cuarto curso.
En 1954, después de graduarse de la universidad con un título en física teórica, se le asignó trabajar por invitación de Nikolai Pavlovich Yemokhonov para trabajar en el Instituto Central de Investigación de Radio Ingeniería, un instituto cerrado en Moscú donde se especializó en guerra electrónica y se ocupó de los problemas de radiolocalización, donde comenzó a trabajar el 1 de agosto de 1954. en un laboratorio teórico. Fue dentro de las paredes de este instituto que P. Ya. Ufímtsev, siendo un joven especialista, comenzó a estudiar la difracción en cuerpos de formas complejas. En este instituto, P. Ya. Ufímtsev, el 6 de febrero de 1959, defendió su tesis, y en el verano de 1959 se convirtió en un investigador asociado. Ufímtsev trabajó en el Instituto Central de Investigación hasta 1973.
En 1973 fue a trabajar al Instituto de Ingeniería de Radio y Electrónica de la Academia de Ciencias de la URSS (IRE), y trabaja en su departamento en Friázino. 
El Dr. Ufímtsev ha estado unido a varias instituciones de investigación y académicas, entre ellas el Instituto de Ingeniería de Radio y Electrónica de la Academia de Ciencias de la URSS (Moscú), el Instituto de Aviación de Moscú, la Universidad de California (Los Ángeles, Irvine), la Universidad Estatal de Moscú (Rusia, 2007) y la Universidad de Siena (Italia, 2008)

### Padre de la tecnología furtiva
Mientras trabajaba en Moscú, Ufímtsev se interesó en describir el reflejo de las ondas electromagnéticas. En la década de 1960, Ufímtsev comenzó a desarrollar una teoría asintótica de alta frecuencia para predecir la dispersión de las ondas electromagnéticas de objetos bidimensionales y tridimensionales. Entre tales objetos se encontraban los cuerpos de revolución de tamaño finito (disco, cilindro finito con bases planas, cono finito, paraboloide finito, segmento esférico, alambre fino finito). Esta teoría es ahora bien conocida como la Teoría Física de la Difracción (DPT). Según él, un avión con una forma demasiado revolucionaria, desde el punto de vista de la aerodinámica tradicional, debería tener una invisibilidad de radar casi perfecta, por lo que se suspendieron más desarrollos en esta dirección. Un poco más tarde, los expertos estadounidenses, realizando una investigación para lograr la invisibilidad del radar en la forma aerodinámica tradicional, también encontraron una serie de dificultades fundamentalmente intratables; La mala experiencia de los aviones modificados en la guerra de Vietnam detuvo estos desarrollos. Obtuvo el permiso para publicar sus resultados de investigación a nivel internacional porque se consideró que no tenían un valor militar o económico significativo.
En 1962, la editorial Radio Soviética (en ruso: Советское радио) publicó el libro de P. Ya. Ufímtsev, «Метод краевых волн в физической теории дифракции» (Método de ondas de borde en la teoría física de la difracción), con una tirada de 6,500 copias, en el cual se exponían los primeros resultados y el aparato matemático de la PTD, que luego se usó en “tecnología de sigilo”. En 1971, este libro fue traducido al inglés con el mismo título por la Fuerza Aérea de EE. UU., División de Tecnología Extranjera (Centro Nacional de Inteligencia Aérea), Wright-Patterson AFB, OH, 1971. Informe Técnico AD 733203, Centro de Información Técnica de Defensa, Alexandria VA.
Un ingeniero de Lockheed, Denys Overholser, leyó la publicación y se dio cuenta de que Ufímtsev había creado la teoría matemática y las herramientas para hacer un análisis finito de la reflexión del radar. Este descubrimiento inspiró y tuvo un papel en el diseño del primer avión sigiloso verdadero, el Lockheed F-117. Northrop también empleó el trabajo de Ufímtsev en un programa para supercomputadoras con la finalidad de predecir la reflexión al radar del bombardero B-2. Esta teoría jugó un papel fundamental en el diseño de las aeronaves furtivas estadounidenses F-117 y B-2.
En septiembre de 1990, Ufímtsev, como "profesor visitante", comenzó a trabajar en la Universidad de California, Los Ángeles (EE. UU.), En la Facultad de Ingeniería Eléctrica. Allí, en los EE. UU., Ufímtsev comienza a cooperar con la empresa industrial militar Northrop Grumman Corporation y participa en la creación del bombardero estratégico B-2.
La importancia de la teoría también se remarca en los prólogo escritos por K. Mitzner a los libros:
- Ufímtsev, P.Ya. (2003) Theory of Edge Diffraction in Electromagnetics (Teoría de la difracción de borde en electromagnética), Tech Science Press, Encino, California.
- Ufímtsev, P.Ya. (2007) Fundamentals of the Physical Theory of Diffraction (Fundamentos de la teoría física de la difracción), Wiley & Sons, Inc., Hoboken, New Jersey, 2ª edición 2014.

En estos dos libros, P.Ya. Ufímtsev presentó el desarrollo y la aplicación de PTD y su validación mediante la teoría matemática. En particular, se presenta una nueva versión de PTD, basada en el concepto de ondas de borde elementales, en su libro Fundamentos de la teoría física de la difracción (2007, 2014). Con las modificaciones apropiadas, el PTD puede emplearse para la solución de muchos problemas prácticos. Entre ellos se encuentran el diseño de antenas de microondas, radiocomunicaciones móviles, construcción de barreras acústicas para disminuir el nivel de ruido, evaluación de secciones transversales de radar para objetos grandes  (tanques, barcos, misiles, etc.).

## Libros
- P. Ya. Ufímtsev. Основы физической теории дифракции. (Fundamentos de la teoría física de la difracción) — М.: Бином. Лаборатория знаний, 2009.
  - P. Ya. Ufímtsev. Теория дифракционных краевых волн в электродинамике. Введение в физическую теорию дифракции.(Teoría de las ondas de borde de difracción en la electrodinámica. Introducción a la teoría física de la difracción) — 2-е изд. — М.: БИНОМ, Лаборатория знаний, 2012.
- P. Ya. Ufímtsev. Теория дифракционных краевых волн в электродинамике. (Teoría de las ondas de borde de difracción en la electrodinámica)— М.: Бином. Лаборатория знаний, 2007.
- P. Ya. Ufímtsev. Метод краевых волн в физической теории дифракции. (Método de onda de borde en la teoría física de la difracción) — М.: Советское радио, 1962. — 6500 экз.
- P. Ya. Ufímtsev. К юбилею «ЦНИРТИ-108». (Para el aniversario de la "CINIRTI-108")— М.: ФГУП «ЦНИРТИ», Музей трудовой славы, 2001. — 15 с. (рукопись)
- P. Ya. Ufímtsev, Fundamentals of the Physical Theory of Diffraction, (Fundamentos de la teoría física de la difracción) Segunda edición, John Wiley & Sons Inc., Hoboken, New Jersey, USA, 2014
- P. Ya. Ufímtsev, The 50-Year Anniversary of the PTD: Comments on the PTD's Origin and Development (50 años de aniversario de la PTD: comentarios sobre el origen y desarrollo de la PTD), IEEE Antennas & Propagation Magazine, vol. 55, no. 3,pp. 18–28, June 2013

## Premios
- Premio Estatal de la URSS en 1990 en el campo de la tecnología.[18]
- Galardonado con la Medalla Leroy Randle Grumman (EE. UU., 1991) por su contribución a la investigación científica.